# Manuel Hernández Mompó
Manuel Hernández i Mompó (València, 1927 - Madrid, 1992), va ser un pintor valencià del segle xx.
Va començar a freqüentar l'Escola d'Arts i Oficis de València a l'edat de tretze anys. Inicià els seus estudis l'any 1943 a l'Escola de Belles Arts de València. L'any 1948 va obtenir una beca per a la Residència de Pintors de Granada. La seua primera exposició individual va tenir lloc a la Galeria Mateu de València l'any 1951. L'any 1954 es va traslladar a París, i posteriorment va continuar ampliant la seua formació a l'Acadèmia Espanyola de Belles Arts de Roma i als Països Baixos. La seua obra, basada en la interpretació de paisatges i temes urbans, va anar adquirint una major llibertat influïda pels corrents abstractes i l'informalisme.
És una de les més destacades figures de la generació abstracta espanyola dels anys 1950. Sense pertànyer a cap grup ni adscriure's a cap estil, va començar investigant en l'àmbit de la figuració, va evolucionar cap a l'abstracció i va acabar trobant un llenguatge propi.
L'any 1958 va obtenir una beca de la Fundació Juan March per dedicar-se a l'estudi de les tècniques del mosaic. En tornar a Espanya, es va instal·lar a Madrid, on va viure des de llavors, tot alternant estades entre Eivissa i Mallorca. En la dècada del 1950 la seua obra se centrà bàsicament en la tècnica del guaix i de l'oli sobre paper, amb una temàtica d'escenes de carrers i festes populars, que, de mica en mica, anirà patint un procés de dissolució de la forma, que el portarà vers una pintura abstracta amb suggeriments figuratius.
Des dels seus anys de formació va rebre la influència de la llum, pròpia de l'escola de pintors valencians. Aquesta llum mediterrània queda plasmada en els seus llenços a través del predomini del blanc i colors suaus i lluminosos, que alternen amb obres en la gamma dels grisos.
L'any 1968 va ser seleccionat per la Biennal de Venècia, i hi va obtenir el Premi de la Unesco. En els anys 1970 va centrar les seves investigacions sobre la llum i el color en el metacrilat, per endinsar-se, l'any 1981, en l'àmbit de l'escultura, tot realitzant unes planxes metàl·liques doblegades que mantenen l'empremta del blanc i el gris de les seues obres anteriors.
L'any 1984 va obtenir el Premi Nacional d'Arts Plàstiques d'Espanya i el 1992 el Ministeri de Cultura espanyol li va concedir, a títol pòstum, la medalla d'or al Mèrit en les Belles Arts. Va realitzar un gran nombre d'exposicions individuals i col·lectives i la seva obra es troba representada en nombrosos museus: Museu Reina Sofia de Madrid, Museu Sant Pius V de València, Museu d'Art Contemporani de Sevilla, Museu d'Art Abstracte espanyol de Conca, Museu d'Art Modern de Götemberg, etc.